# Xử thử
Xử thử (phồn thể: 處暑; giản thể: 处暑; bính âm: ‘‘chùshǔ’’) là một trong 24 tiết khí của các lịch Trung Quốc, Việt Nam, Nhật Bản, Triều Tiên. Nó thường bắt đầu vào khoảng ngày 23 hay 24 tháng 8 dương lịch, khi Mặt Trời ở xích kinh 150° (kinh độ Mặt Trời bằng 150°). Đây là một khái niệm trong công tác lập lịch của các nước Đông Á chịu ảnh hưởng của nền văn hóa Trung Quốc cổ đại. Ý nghĩa của tiết khí này, đối với vùng Trung Hoa cổ đại, là Hết nóng bức.
Theo quy ước, tiết xử thử là khoảng thời gian bắt đầu từ khoảng ngày 23 hay 24 tháng 8 khi kết thúc tiết lập thu và kết thúc vào khoảng ngày 7 hay 8 tháng 9 trong lịch Gregory theo các múi giờ Đông Á khi tiết bạch lộ bắt đầu.
Lịch Trung Quốc, cũng như lịch ở các nước Đông Á cổ đại bao gồm Việt Nam, bị nhiều người lầm là âm lịch thuần túy, dẫn đến ngộ nhận về việc tiết khí nói chung và Xử thử nói riêng được tính theo chu kỳ của Mặt Trăng quay xung quanh Trái Đất. Trên thực tế lịch Trung Quốc cổ đại là một loại âm dương lịch, trong đó tiết khí, từ thời Hán Vũ Đế, đã được tính theo vị trí của Trái Đất trong chu kỳ chuyển động trên quỹ đạo xung quanh Mặt Trời. Theo cách tính hiện đại, với điểm xuân phân là gốc có kinh độ Mặt Trời bằng 0°, thì điểm diễn ra hay bắt đầu tiết Xử thử ứng với kinh độ Mặt Trời bằng 150°. Ngày bắt đầu tiết Xử thử do vậy được tính theo cách tính của dương lịch hiện đại và nó thông thường rơi vào ngày 23 hay 24 tháng 8 dương lịch tùy theo từng năm. Ở Nam bán cầu thì ngày bắt đầu tiết khí này rơi vào 18 hay 19 tháng 2. Tiết khí đứng ngay trước Xử thử là Lập thu và tiết khí kế tiếp sau là Bạch lộ.